# ハノーバー・ストリート 哀愁の街かど
『ハノーバー・ストリート 哀愁の街かど』（Hanover Street）は、1979年に公開されたアメリカ映画。第二次世界大戦下のロンドンを舞台にした恋愛映画である。監督はピーター・ハイアムズ。ハリソン・フォード、レスリー＝アン・ダウン、クリストファー・プラマー出演。

## あらすじ
第二次世界大戦中のロンドン。B-25爆撃機のアメリカ人パイロット、デイヴィッド・ハロラン中尉（ハリソン・フォード）と、イギリス人看護師のマーガレット・セリンジャー（レスリー＝アン・ダウン）はロンドン大空襲のさなか、ハノーバー・ストリートで偶然出会う。

## キャスト
| 役名                       | 俳優                       | 日本語吹替                                                                          |
| 役名                       | 俳優                       | テレビ朝日版                                                                        |
| -------------------------- | -------------------------- | ----------------------------------------------------------------------------------- |
| デイヴィッド・ハロラン中尉 | ハリソン・フォード         | 堀勝之祐                                                                            |
| マーガレット・セリンジャー | レスリー＝アン・ダウン     | 池田昌子                                                                            |
| ポール・セリンジャー       | クリストファー・プラマー   | 黒沢良                                                                              |
| トランボ少佐               | アレック・マッコーエン     | 中村正                                                                              |
| マーティン・ハイヤー       | マイケル・サックス         | 納谷六朗                                                                            |
| ジェリー・チミノ少尉       | リチャード・メイサー       |                                                                                     |
| ジョン・ルーカス軍曹       | ジョン・ラッツェンバーガー |                                                                                     |
| ダニエル・ギラー伍長       | ジェイ・ベネディクト       |                                                                                     |
| ナレーション               |                            | 伊藤惣一                                                                            |
| 不明 その他                | N/A                        | 糸博 藤本譲 仲木隆司 鈴木清信 幹本雄之 大塚芳忠 稲葉実 吉沢梨絵 勝生真沙子 色川京子 |
|                            |                            |                                                                                     |
| 演出                       | 演出                       | 水本完                                                                              |
| 翻訳                       | 翻訳                       | 額田やえ子                                                                          |
| 効果                       | 効果                       | 南部満治/大橋勝次                                                                   |
| 調整                       | 調整                       | 山田太平                                                                            |
| 制作                       | 制作                       | ザック・プロモーション                                                              |
| 解説                       | 解説                       | 淀川長治                                                                            |
| 初回放送                   | 初回放送                   | 1986年2月9日 『日曜洋画劇場』                                                       |

## 日本語字幕
野中重雄